# Rey Wu de Zhou
Rey Wu de Zhou o Zhou Wu Wang fue el primer rey de la dinastía Zhou de la Antigua China. La cronología de este reinado está en discusión, pero generalmente se cree que empezó alrededor de 1046 a. C., y terminó tres años después.
El nombre ancestral de Wu era Ji (姬), y se le dio el nombre de Fa {發}. Fue el segundo hijo del rey Wen de Zhou y la reina Tai Si. En la mayoría de las fuentes, se dice que su hermano mayor, Bo Yikao, había muerto antes que su padre, a manos de Di Xin, el último rey de la dinastía Shang. Sin embargo, en el Libro de ritos, se asume que su herencia representa una antigua tradición de los Zhou, de prescindir del hijo mayor. Así, también el abuelo de Fa, el Rey Ji de Zhou había heredado el trono a pesar de sus dos hermanos mayores.
Tras su sucesión, Fa trabajó con su suegro, Jiang Ziya para completar la tarea inacabada de su padre: el derrocamiento de la dinastía Shang. En 1048 a. C., Fa bajó por el Río Amarillo, construyó una tablilla ancestral con el nombre de su padre, y la colocó en un carro, en medio de su hueste. Sin embargo, considerando que el momento no era propicio, no atacó todavía a los Shang. En 1046 a. C., el rey  Wu aprovechó la desunión de la dinastía Shang para lanzar el ataque. La batalla de Muye destruyó a las fuerzas de Shang, y el rey Zhou de Shang puso fuego a su palacio, muriendo en su interior.
Wu, tras su victoria, repartió muchos estados entre sus hermanos y los clanes aliados por matrimonios, pero su muerte, tres años después, provocó varias rebeliones contra su joven heredero, el rey Cheng de Zhou y el regente, el duque de Zhou.
| Predecesor: Rey Wen de Zhou | Rey de China 1050 a. C. - 1043 a. C. | Sucesor: Rey Cheng de Zhou |